# Запис Ђорђевића храст (Ресник)
Запис Ђорђевића храст (Ресник) се налази на парцели чији је власник Ђорђевић Миодраг.

## Локација
| Општина             | Крагујевац                                                                  |
| Катастарска општина | Ресник                                                                      |
| Потес               | Поље                                                                        |
| Координате          | 44° 06′ 01″ С; 20° 57′ 57″ И / 44.100200000000001° С; 20.965900000000001° И |
| Надморска висина    | 0m                                                                          |

## Карактеристике
Дендрометријске вредности утврђене на терену и сателитским снимцима:
| Стабло                     | Храст |
| Висина стабла              | m     |
| Обим дебла                 | m     |
| Пречник крошње             | 14m   |
| Пречник дебла              | m     |
| Висина дебла до прве гране | m     |

## База записа
Запис је у оквиру Викимедија пројекта "Запис - Свето дрво" заведен под редним бројем 0554.